# 판데살
판데살(타갈로그어: Pandesal, 스페인어: pan de sal)은 밀가루, 달걀, 이스트, 설탕, 소금으로 만들어지는 빵이다. 롤빵의 일종이라고도 볼 수 있다. 판데살은 필리핀에서 특히 유명하다. 용어 "판데살"은 스페인어로 "소금 빵"이라는 뜻을 갖고 있다.

## 개요
필리핀이 스페인의 식민지로 있던 16세기부터 만들어 먹기 시작한 판데살은 필리핀에서 특히 유명한 효모빵의 일종이다. 각각의 판데살 조각은 긴 통나무로 반죽을 펴서 만들어진다. 그런 후에 반죽을 자르고 불게 한 뒤 굽는다. 이런 과정은 대체로 롤빵과 비슷하며 빵이 만들어지면 주로 땅콩버터 같은 잼을 바르거나 치즈나 달걀을 넣어서 식기 전에 아침식사와 오후 간식으로 먹는다. 판데살의 맛과 질감은 푸에르토리코 지방의 "판데아구아"나 멕시코의 "볼랄로"(스페인어: Bulalo)와 비슷하다. 이름과는 다르게 이 빵은 짠 맛보다는 부드럽고 단 맛이 강하다.
가격이 저렴하여 서민들의 대표 음식이었던 판데살이 밀가루 가격 상승으로 가격이 오르자 필리핀 정부는 100% 밀가루로 만들었던 빵 크기를 유지하기 위해 호박 등 다양한 채소류를 35% 정도 섞어서 만들면서 "채소를 넣었으니 오히려 건강에 좋을 것"이라고 적극 선전하지만 필리핀 국민들의 반응이 좋지않자 이번에는 교회가 나서 "출애굽 백성들을 위해 하늘에서 내려주셨다"는 성경의 ‘만나’를 인용하여 만든 판 데 세비오(스페인어: Pan De Saviol: 구세주 빵)를 만들기도 했는데 필리핀 만달루용의 한 교회에서 판매하는 구세주 빵은 교회에서 가격의 일부를 부담하여 1개당 2페소에 판매하기도 한다.

## 같이 보기
- 롤빵
- 필리핀 요리